# Jan Herma
Jan Herma (1935 Goleszów – 10. září 2019) byl polský sochař a vysokoškolský pedagog.
V letech 1973–2006 vyučoval na těšínské pobočce Slezské univerzity v Katovicích. Je autorem řady pomníků v polské části Těšínska.
Vystavoval v Polsku, Rakousku, Belgii a Česku (mj. roku 2002 v Galerii Magna v Ostravě).
Kolekci 37 modelů pro reliéfy z let 1977–2006 má ve svých sbírkách od roku 2020 Muzeum Śląska Cieszyńskiego.

## Z díla

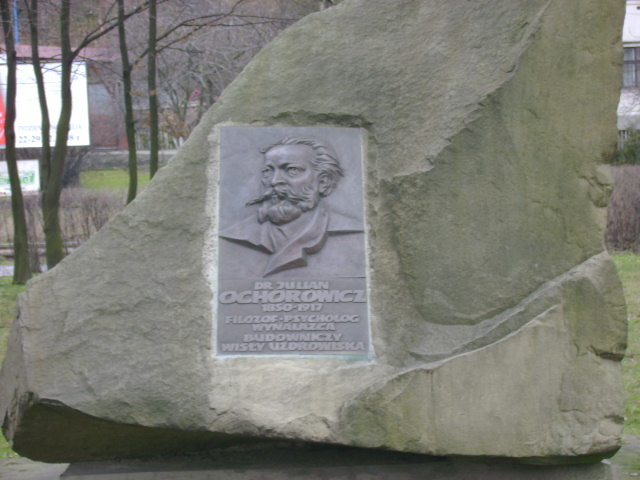
Ochorowiczův pomník ve Visle (1983)
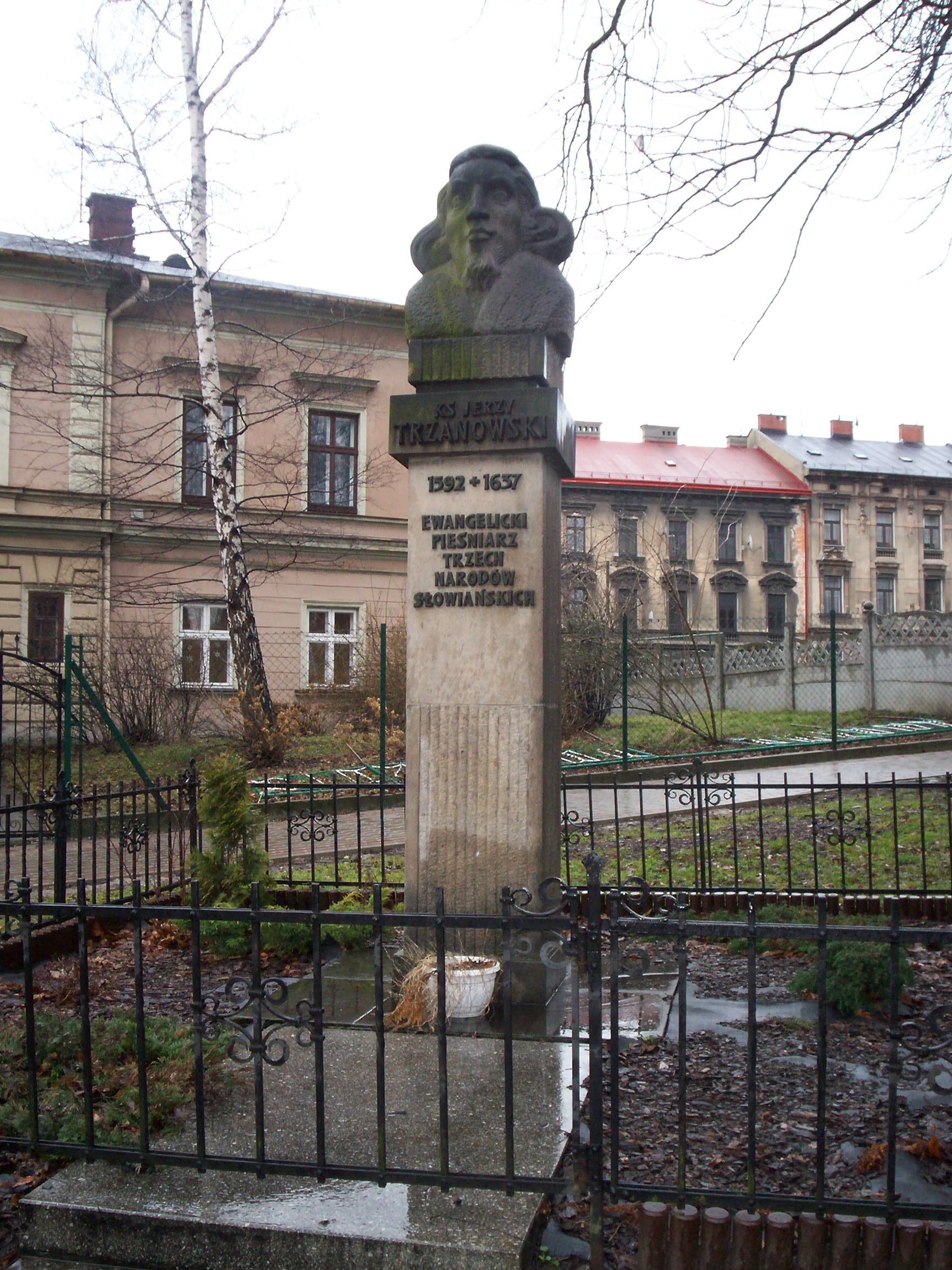
Třanovského pomník v Těšíně (1992)
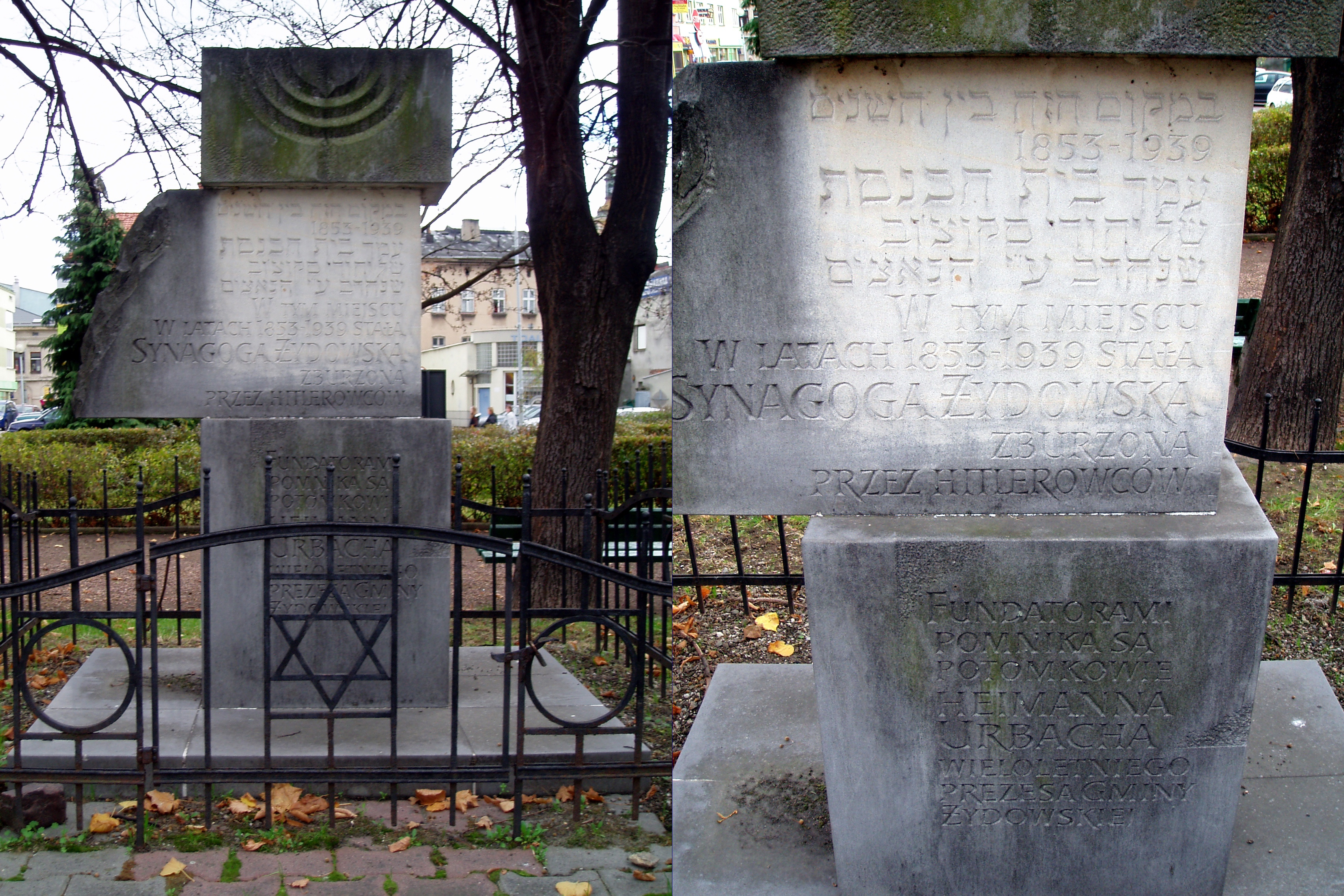
Pomník na místě skočovské synagogy (1994)
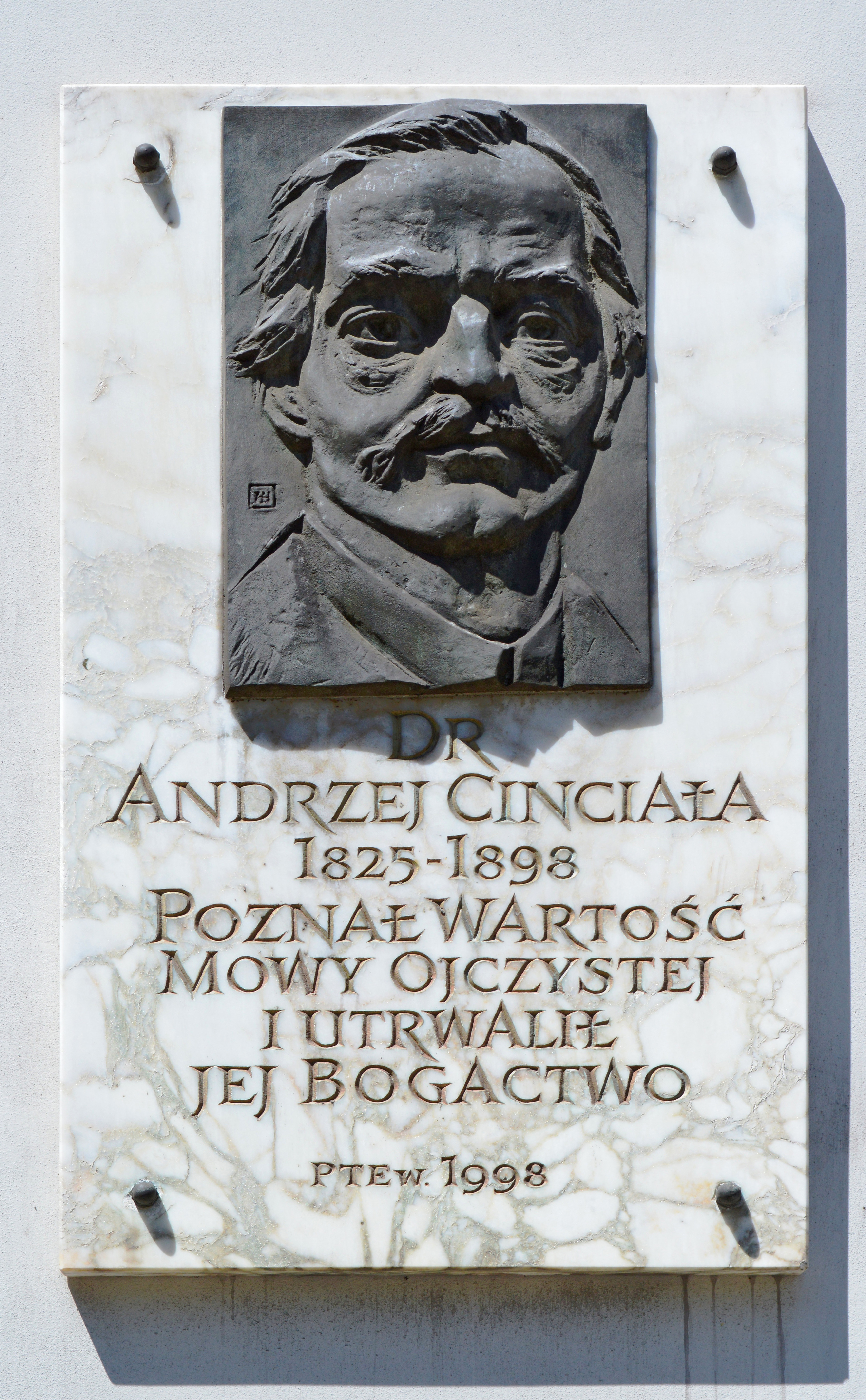
Pamětní deska A. Cienciałovi v Těšíně (1998)
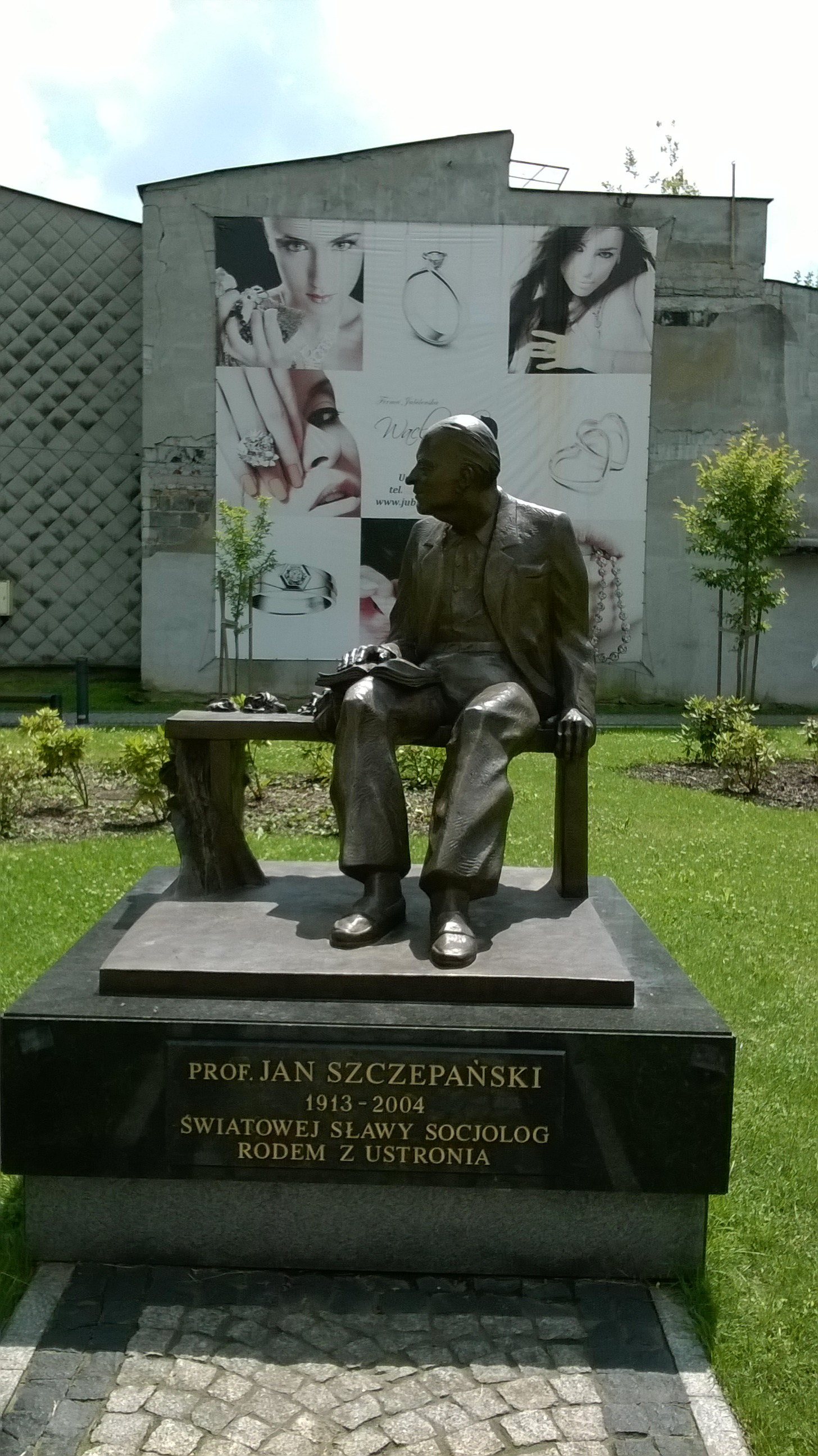
Sczepańského pomník v Ustroni (2012)